# باشگاه فوتبال مالایتا کینگز
باشگاه فوتبال مالایتا کینگز یک باشگاه فوتبال از جزایر سلیمان واقع در هونیارا است که در تلکام اس-لیگ بازی می‌کند.